# Петнадесета династия на Древен Египет
15-а династия на Древен Египет управлява по времето на Втори преходен период на Древен Египет от 1650 до 1550 пр.н.е. Това е първата хиксоска династия, управлявала Долен Египет от Аварис в източната част на Делтата.

## Фараонина 15-а династия
- Салитис, 1648 – 1633 или 1630 – 1615 пр.н.е.
- Беон, 1633 – 1619 или 1615 – 1602 пр.н.е.
- Apachnas, 1619 – 1610 или 1602 – 1594 пр.н.е.
- Хиан, Chajan, 1610 – 1590 пр.н.е.
- Апопи, 1590 – 1549 или 1574 – 1534 пр.н.е.
- Chamudi, 1549 – 1539/35 или 1534 – 1522 пр.н.е.